# Шарволь
Шарволь — посёлок в Кудымкарском районе Пермского края. Входил в состав Ошибского сельского поселения. Располагается северо-восточнее города Кудымкара. Посёлок окружён лесами. По данным Всероссийской переписи населения 2010 года, в посёлке проживало 19 человек (10 мужчин и 9 женщин). По данным 2020 года там проживает 4 человека (3 женщины и 1 мужчина). Название посёлка имеет коми-пермяцкое происхождение и означает средняя росчисть.